# Slemenova špica
Slemenova špica, tudi Sleme, je 1911 mnm visoka gora v Julijskih Alpah.
Vrh Slemenove špice raste iznad planote Sleme pod severno »steno« Male Mojstrovke. V Tamar in Malo Pišnico pada v strmih pobočjih. Zaradi svoje edinstvene panorame, ki jo posebno krasi drzno oblikovani Jalovec, slovi področje Slemena kot eno najimenitnejših razgledišč slovenskega alpskega sveta. Znano je še po svojih jezercih. V senci starih viharniških macesnov so na tem področju posneli tudi kadre filma Kekec (iz leta 1951).

## Dostop
- iz Tamarja 2 uri 30 minut
- z Vršiča 1 ura 30 minut